# Кванак (станция метро)
«Кванак» (кор. 관악역) — наземная станция Сеульского метро на Первой (Линия Кёнбусон). На станции установлены платформенные раздвижные двери.
Поблизости расположен Национальный университет образования Кёнкин.
Станция представлена двумя островными платформами. Станция обслуживается Корейской национальной железнодорожной корпорацией (Korail). Расположена в квартале Соксу-1-дон района Манан города Анян (провинция Кёнгидо, Республика Корея).
На Первой линии поезда Кёнбусон зелёный экспресс (SC: Gyeongbu green express), Кёнвон экспресс (GWː Gyeongwon) и Кёнкин экспресс (GI: Gyeongin), Кёнбусон красный экспресс (GB: Gyeongbu red express. A и B Йонсан—Чонан) не обслуживают станцию.
Пассажиропоток — на 1-й линии 16 748 чел/день (2013).